# No temas al amor
No temas al amor fue una telenovela mexicana producida por Patricia Lozano para la cadena Televisa en 1980. Protagonizada por Daniela Romo y Enrique Novi.

## Argumento
Alejandra es una joven fotógrafa que teme al amor del ortopedista Raúl Contreras, debido a que está por casarse con Ernesto Millán, un corredor de autos que debido a un accidente ha quedado paralítico. Marcos Darío es el padre viudo de Alejandra que se enamora de Cristina la madre de Raúl, sin embargo ella, al creer que él fue el responsable de la ruina económica y suicidio del padre de Raúl, decide aprovechar la situación para vengarse. Sin embargo, descubre que en verdad se ha enamorado de él. Alejandra mientras tanto sufre un calvario al lado de su esposo que sufre de celos enfermizos. Decide pedirle el divorcio pero Ernesto no acepta, después recapacita y le dice a Alejandra que le dé un plazo de seis mese para mejorar su carácter y ser un mejor esposo para ella. Ernesto se va a Houston para rehabilitarse, Alejandra se queda en México y decide continuar con su profesión de fotógrafa. Al cabo de un tiempo conoce a Carlitos un niño huérfano del que se encariña y decide hacerse cargo de él. Pero cuando la mujer que se encarga del niño maniobra para que lo alejen de Alejandra y ella y su padre se marchan a Los Ángeles. Marcos Darío está desolado al creer que Cristina nunca lo quiso ya que le dejó plantado en el altar el día de su boda. Sin embargo tanto Raúl como Cristina buscarán volver con sus parejas pues no temen al amor que Alejandra y Marcos Darío les han despertado.

## Elenco
- Daniela Romo - Alejandra
- Enrique Novi - Raúl Contreras
- Antonio Valencia - Ernesto Millán
- Armando Silvestre - Marcos Darío
- Chela Castro† - Cristina vda. de Contreras
- Julio Monterde† - Francisco Millán
- Ernesto Marín - Carlitos
- Maribel Fernández - Alicia
- Félix Santaella - Raymundo
- Ana Laura Maldonado - Socky
- Carmen Delgado - Marcela
- Ana Silvia Garza - Martha
- Dolores Martí - Marga
- Graciela Lara - Gabriela
- Alfonso Kafitti - Alfonso
- Alejandro Ciangherotti Jr. - Jacinto
- Félix González